# Mircea Rednic
Mircea Rednic (ur. 9 kwietnia 1962 w Hunedoarze) – rumuński piłkarz występujący na pozycji prawego obrońcy, i trener piłkarski.

## Kariera zawodnicza

### Kariera klubowa
Karierę zaczynał w Corvinulu Hunedoara, z którym w sezonie 1979–1980 awansował do Divizii A. Dwa lata później zespół zajął trzecie miejsce w lidze, wyprzedzając m.in. Steauę Bukareszt. Rednic był podstawowym piłkarzem Corvinulu, a dobre występy w barwach tego klubu zaowocowały debiutem w reprezentacji oraz – w 1983 roku – transferem do Dinama Bukareszt. W barwach Dinama grał przez osiem lat; w tym czasie zdobył dwa tytuły mistrza Rumunii oraz trzy Puchary kraju. Po upadku komunizmu wyjechał za granicę, najpierw do tureckiego Bursasporu, gdzie spędził rundę wiosenną sezonu 1990–1991, a później do belgijskiego Standardu Liège. Występował w pierwszej jedenastce Standardu przez pięć lat, a do swojej kolekcji trofeów włączył Puchar Belgii i dwa wicemistrzostwa tego kraju. W 1997 roku w wieku trzydziestu pięciu lat powrócił do ojczyzny. Z Rapidem Bukareszt prowadzonym w tym czasie przez Cornela Dinu sięgnął po trzeci w karierze tytuł mistrza Rumunii. Piłkarską karierę zakończył w 2000 roku.

### Kariera reprezentacyjna
W reprezentacji Rumunii rozegrał 83 mecze. Przez całe lata 80. był podstawowym zawodnikiem drużyny narodowej, z którą brał udział w Euro 1984 oraz Mundialu 1990, gdzie podopieczni Emerica Ienei po raz pierwszy w historii awansowali do drugiej rundy. Z reprezentacją pożegnał się w 1991 roku w towarzyskim spotkaniu z Norwegią.

## Kariera szkoleniowa
Po zakończeniu kariery piłkarskiej rozpoczął pracę szkoleniową w Rapidzie Bukareszt, gdzie tymczasowo prowadził pierwszy zespół. W tym samym sezonie przeniósł się do zagrożonego spadkiem FCM Bacău, z którym zajął 14. miejsce w lidze i wygrał mecze barażowe o pozostanie w ekstraklasie.
Niedługo później ponownie upomnieli się o niego działacze Rapidu. W sezonie 2002–2003 doprowadził klub do pierwszego od czterech lat tytułu mistrza Rumunii.
Pracował także w saudyjskim An-Nassr, Universitatei Craiova oraz FC Vaslui.
Od czerwca 2006 roku był szkoleniowcem Dinama Bukareszt. Kolejne dwa sezony na przemian trenował Rapid i Dinamo. Od 2009 prowadził kluby: Ałanija Władykaukaz, Xəzər Lenkoran, Astra Ploeszti, Petrolul Ploeszti, Standard Liège, CFR Cluj i K.A.A. Gent.

## Sukcesy i odznaczenia

### Sukcesy klubowe
- awans do Divizii A w sezonie 1979-80 z Corvinulem Hunedoara
- mistrzostwo Rumunii 1984 i 1990, wicemistrzostwo Rumunii 1985, 1987, 1988, 1989 oraz Puchar Rumunii 1984, 1986 i 1990 z Dinamem Bukareszt
- półfinał Pucharu Europejskich Mistrzów Krajowych 1983–1984
- wicemistrzostwo Belgii 1993 i 1995 oraz Puchar Belgii 1993 ze Standardem Liège
- mistrzostwo Rumunii 1999, wicemistrzostwo Rumunii 1998 i 2000 oraz Puchar Rumunii 1998 z Rapidem Bukareszt

### Sukcesy szkoleniowe
- mistrzostwo Rumunii 2003 i Superpuchar Rumunii 2003 z Rapidem Bukareszt
- mistrzostwo Rumunii 2007 z Dinamem Bukareszt
- Puchar Azerbejdżanu 2011 i wicemistrzostwo Azerbejdżanu 2011 z Xəzərem Lenkoran.